# ستيفن وليامز (لاعب كرة قدم أمريكية)
ستيفن وليامز (بالإنجليزية: Stephen Jacob Williams)‏ هو لاعب كرة قدم أمريكية أمريكي، ولد في 29 يونيو 1986 في هيوستن في الولايات المتحدة.

## وصلات خارجية
- ستيفن وليامز على موقع مرجع كرة القدم المحترفة.كوم (الإنجليزية)